# Trevor Daniel
Trevor Daniel Neill (Houston, Texas, 28 de septiembre de 1994) es un cantante y compositor estadounidense. Su primera canción fue lanzada en SoundCloud en agosto de 2015 llamado "indecis".
Colaboró con varios artistas musicales como Summer Walker, Blackbear, Neill, Kim Candilora, Danny Snodgrass, Jr., Ryan Vojtesak, Selena Gomez entre otros. Coescribió la canción "Falling" de su miniálbum debut Homesick, lanzado en octubre de 2018, se volvió viral y llegó a las listas de éxitos en más de 20 países en 2019. El clip oficial en YouTube obtuvo 135 millones de visitas. Su primer álbum de estudio, Nicotine, también incluyó la canción "Falling".

## Vida personal
El cantante cuenta poco sobre su infancia. Daniel admite que la música se volvió importante para él en su vida de niño. No hay datos sobre si tiene una educación musical. Cuando era adolescente, se interesó por el rap y el hip-hop.

## Discografía

### Álbumes de estudio
| Título   | Detalles | Posicionamiento en listas | Posicionamiento en listas |
| Título   | Detalles | US                        | CAN                       |
| -------- | --- | ------------------------- | ------------------------- |
| Nicotine | - Lanzamiento: 26 de marzo de 2020 - Discográfica: Alamo, Interscope - Formato: Descarga digital, streaming | 79                        | 61                        |

### EPs
| Título   | Detalles                                                                                          | Posicionamiento en listas | Posicionamiento en listas |
| Título   | Detalles                                                                                          | US                        | CAN                       |
| -------- | ------------------------------------------------------------------------------------------------- | ------------------------- | ------------------------- |
| Homesick | - Lanzamiento: 11 de octubre de 2018 - Discográfica: Alamo - Formato: Descarga digital, streaming | 64                        | 37                        |
| Restless | - Lanzamiento: 22 de marzo de 2019 - Discográfica: Alamo - Formato: Descarga digital, streaming   | —                         | —                         |

### Sencillos
| Año  | Sencillo                                                           | Posiciones en listas | Posiciones en listas | Posiciones en listas | Posiciones en listas | Posiciones en listas | Posiciones en listas | Posiciones en listas | Posiciones en listas | Posiciones en listas | Posiciones en listas | Certificaciones                                                  | Álbum                 |
| Año  | Sencillo                                                           | EE. UU.              | EE. UU. R&B          | AUS                  | CAN                  | FRA                  | IRE                  | NZ                   | P.B                  | RU                   | SWI                  | Certificaciones                                                  | Álbum                 |
| ---- | ------------------------------------------------------------------ | -------------------- | -------------------- | -------------------- | -------------------- | -------------------- | -------------------- | -------------------- | -------------------- | -------------------- | -------------------- | ---------------------------------------------------------------- | --------------------- |
| 2017 | «Youth»                                                            | —                    | —                    | —                    | —                    | —                    | —                    | —                    | —                    | —                    | —                    |                                                                  | Sin álbum             |
| 2017 | «Pretend»                                                          | —                    | —                    | —                    | —                    | —                    | —                    | —                    | —                    | —                    | —                    |                                                                  | Sin álbum             |
| 2018 | «With You»                                                         | —                    | —                    | —                    | —                    | —                    | —                    | —                    | —                    | —                    | —                    |                                                                  | Sin álbum             |
| 2018 | «Mirror»                                                           | —                    | —                    | —                    | —                    | —                    | —                    | —                    | —                    | —                    | —                    |                                                                  | Sin álbum             |
| 2018 | «Face It»                                                          | —                    | —                    | —                    | —                    | —                    | —                    | —                    | —                    | —                    | —                    |                                                                  | Sin álbum             |
| 2018 | «Wake Up»                                                          | —                    | —                    | —                    | —                    | —                    | —                    | —                    | —                    | —                    | —                    |                                                                  | Sin álbum             |
| 2018 | «Drive»                                                            | —                    | —                    | —                    | —                    | —                    | —                    | —                    | —                    | —                    | —                    |                                                                  | Sin álbum             |
| 2018 | «Falling»                                                          | 17                   | 11                   | 13                   | 13                   | 21                   | 12                   | 17                   | 11                   | 14                   | 11                   | - RIAA: 2× Platino - ARIA: 2× Platino - BPI: Oro - SNEP: Platino | Homesick and Nicotine |
| 2019 | «Trouble»                                                          | —                    | —                    | —                    | —                    | —                    | —                    | —                    | —                    | —                    | —                    |                                                                  | Sin álbum             |
| 2019 | «Paranoid»                                                         | —                    | —                    | —                    | —                    | —                    | —                    | —                    | —                    | —                    | —                    |                                                                  | Restless              |
| 2019 | «Never»                                                            | —                    | —                    | —                    | —                    | —                    | —                    | —                    | —                    | —                    | —                    |                                                                  | Sin álbum             |
| 2019 | «Forgot»                                                           | —                    | —                    | —                    | —                    | —                    | —                    | —                    | —                    | —                    | —                    |                                                                  | Sin álbum             |
| 2020 | «Past Life» (solo, con Selena Gomez o versión remix con Lil Mosey) | 77                   | —                    | —                    | 68                   | —                    | 89                   | —                    | —                    | —                    | —                    |                                                                  | Nicotine              |